# Prąd (czasopismo)
Prąd – czasopismo będące organem Stowarzyszenia Katolickiej Młodzieży Akademickiej „Odrodzenie”.
Związani z „Odrodzeniem” byli: ks. A. Szymański, o. Jacek Woroniecki, ks. rektor Józef Kruszyński, prof. L. Caro, prof. F. Konieczny oraz ks. Stefan Wyszyński.
W „Prądzie” można znaleźć m.in. publikacje ks. S. Wyszyńskiego np. Kościół a faszyzm (1930), Z życia i prac Katolickiego Uniwersytetu w Mediolanie (1930).